# Paramonhystera pilosa
Paramonhystera pilosa is een rondwormensoort uit de familie van de Xyalidae. De wetenschappelijke naam van de soort werd in 1971 gepubliceerd door Guy Boucher.